# Kraj (dziennik)
Kraj – dziennik polityczny wydawany w latach 1869–1874 w Krakowie.

## Historia
Inicjatorem założenia pisma jako alternatywy dla konserwatywnego dziennika „Czas” był książę Adam Stanisław Sapieha. Był on właścicielem pisma razem z Szymonem Samelsonem i dwoma ziemianami poznańskimi Leonem Czarlińskim i Stanisławem Czarneckim.
Wydawany od 1869, był organem politycznego liberalizmu oraz pozytywizmu w kulturze, prezentował wysoki poziom publicystyki. Swój postępowy charakter „Kraj” zawdzięczał w pierwszym rzędzie Ludwikowi Gumplowiczowi, który stał się jego właścicielem w październiku 1869 roku. 
Z pismem współpracowali między innymi :Józef Ignacy Kraszewski, Michał Bałucki, Mieczysław Gwalbert Pawlikowski, Adam Asnyk, Z. Miłkowski, Kazimierz Chłędowski, Adam Bełcikowski, Jan Zachariasiewicz. To na łamach „Kraju” padło po raz pierwszy hasło sprowadzenia ciała Adama Mickiewicza na Wawel.
Zamknięcie dziennika w lipcu 1874 było efektem konfliktów wewnętrznych oraz problemów finansowych.

## Redakcja
- Stanisław Radwan Służewski jako redaktor odpowiedzialny[1]
- Karol Chłapowski we współpracy z Ignacym Maciejowskim i Alfredem Szczepańskim (do lipca 1869)[1]
- Władysław Sabowski (od lipca do września 1869)[1]
- Ludwik Gumplowicz (od października 1869 do kwietnia 1873)[1][3]. Pełnił w tym okresie funkcję wydawcy i redaktora lub redaktora odpowiedzialnego zamiennie z Alfredem Szczepańskim[3].
- Stanisław Gralichowski (od 1 kwietnia 1873 do 1 lipca 1874)[3]
- S. Szachowski i T. Wasiutyński (od 1 lipca 1874)[3]